# 天下無敵イ・ピョンガン
『天下無敵イ・ピョンガン』（てんかむてき イ・ピョンガン、ハングル表記：천하무적 이평강）は、2009年韓国・KBSのテレビドラマ。
高句麗の説話『温達説話』を下敷きに高句麗と現代の男女の恋愛を中心に構成する物語である。

## 出演
平岡公主/イ・ピョンガン：ナム・サンミ
温達/ウ・オンダル：チ・ヒョヌ
ソ・ドヨン
キル・ヨンウ
チェ・ミョンギル

## スタッフ
- 演出：イ・ジョンソプ
- 脚本：パク・ゲオク